# Stanton Drew
Stanton Drew – wieś w Anglii, w hrabstwie ceremonialnym Somerset, w dystrykcie (unitary authority) Bath and North East Somerset. Leży 10 km na południe od miasta Bristol i 171 km na zachód od Londynu. Miejscowość liczy 762 mieszkańców.